# José Granados de la Barrera
José Granados de la Barrera (Cabra, provincia de Córdoba, f. 1685) fue un arquitecto español del que se conocen relativamente pocos datos y fue conocido por haber ejercido el cargo de maestro mayor de la Catedral de Granada entre 1667 hasta su muerte en 1685.

## Historia

### Catedral de Granada
En 1666 se presentó en Granada para participar en la maestría de la catedral granadina, contra Eufrasio López de Rojas. Eufrasio ganó el concurso, pero abandonó el proyecto en favor de la catedral de Jaén, por lo que el proyecto pasó a Alonso Cano, quien falleció cuatro meses más tarde. José Granados fue entonces el aparejador a título de prueba durante un año que, tras una evolución favorable, fue nombrado maestro mayor de la catedral con un sueldo de 400 ducados anuales en 1667.
Granados llevó el cargo de maestro mayor durante dieciséis años hasta su muerte, realizando la gran parte de la fachada del templo católico. El arquitecto edificó la torreta del Ángel y la torre del Reloj, finalizó el muro sur perimetral con sus capillas y tejados, concluyó doce pilares que estaban inacabados y armó completamente la cubierta exterior. Asimismo, construyó la base de la cúpula para rematar el centro del segundo crucero según planos de Diego de Siloé, aunque fue ocultado con una bóveda posterior, lo que hizo que no se realizara la lintera que proveería de mayor luminosidad al conjunto. Pocas obras más quedaron en el templo tras la muerte de José Granados.

### Otros proyectos
- Su primer trabajo se encuentra fechado en 1665 dedicado a la escalinata de las antiguas casas del conde de la Puebla de los Infantes, actualmente Escuela de Arte Mateo Inurria de Córdoba.
- Aunque se desconoce la fecha de nacimiento y muerte de este arquitecto, se conoce que fue vecino de Cabra y estuvo al servicio del VIII duque de Sessa, Francisco Fernández de Córdoba.[1] Debido a esta contratación, realizó varios encargos en la iglesia de la Asunción y Ángeles como la capilla mayor y el crucero. Una vez obtuvo su puesto de maestro mayor de la categral granadina, pidió la ayuda de los arquitectos Melchor de Aguirre y Benito Jiménez para la realización de los retablos y la reconstrucción del campanario, especialmente tras 1680, debido al terremoto de Málaga, en el que se produjeron grandes destrozos en la iglesia.[3]

- En 1682 realizó el diseño de la fachada de la iglesia del Salvador de Sevilla.[4]